# Дальній зв'язок
Дальній зв'язок (англ. Long-distance calling, рос. Дальняя связь) — телефон-телеграфний зв'язок по кабельних і радіорелейних лініях між двома пунктами, що знаходяться на далекій (практично необмеженій) відстані один від одного. Термін «далекий зв'язок» виник в техніці передачі електричних сигналів по провідних лініях зв'язку.